# Yara Ahmed Abuljadayel
Yara Ahmed Abuljadayel (* 29. September 1998) ist eine saudi-arabische Leichtathletin, die sich auf den Sprint spezialisiert hat.

## Sportliche Laufbahn
Erste Erfahrungen bei internationalen Meisterschaften sammelte Yara Ahmed Abuljadayel im Jahr 2018, als sie bei den Asienspielen in Jakarta mit 14,47 s und 30,18 s jeweils in der ersten Runde über 100 und 200 Meter ausschied. 2023 belegte sie bei den Westasienmeisterschaften in Doha in 27,84 s den fünften Platz im 200-Meter-Lauf und anschließend schied sie bei den Panarabischen Spielen in Algier mit 27,71 s im Vorlauf aus und belegte in 13,26 s den achten Platz im 100-Meter-Lauf. Dank einer Wildcard startete sie im August über 100 Meter bei den Weltmeisterschaften in Budapest und schied dort mit 13,54 s in der ersten Runde aus.

## Persönliche Bestleistungen
- 100 Meter: 13,26 s (+0,9 m/s), 5. Juli 2023 in Algier
- 200 Meter: 27,71 s (+1,3 m/s), 6. Juli 2023 in Algier